# Gnadochaeta difficilis
Gnadochaeta difficilis är en tvåvingeart som först beskrevs av Aldrich 1934.  Gnadochaeta difficilis ingår i släktet Gnadochaeta och familjen parasitflugor. Inga underarter finns listade i Catalogue of Life.